# Вигарай, Карлос
Карлос Мартин Вигарай (исп. Carlos Martín Vigaray; род. 7 сентября 1994 года в Леганес, Испания) — испанский футболист, защитник клуба «Реал Сарагоса».

## Клубная карьера
Воспитанник клуба «Хетафе», а с сезона 2012/13 стал выступать за дублирующую команду в Сегунде Б. 31 мая 2013 года он подписал первый профессиональный контракт с клубом сроком на два года.
16 января 2014 года Вигарай дебютировал за первую команду в домашнем матче Кубка Испании против «Барселоны» (0:2), а через месяц из-за ряда травм основных игроков клуба он впервые появился в матче Ла Лиги, отыграв все 90 минут во встрече против мадридского «Реала» на домашнем стадионе «Колисеум Альфонсо Перес». 11 июня 2015 года Карлос подписал новое двухлетнее соглашение с родным клубом и окончательно был переведен в главную команду. В сезоне 2014/15 он сыграл за неё 14 игр в Ла Лиге, а клуб занял предпоследнее 19 место и вылетел в Сегунду.
Впрочем Вигарай остался играть в высшем дивизионе, поскольку 3 августа 2016 года подписал трехлетний контракт с «Алавесом». Отыграл за баскский клуб 39 матчей в национальном чемпионате.